# Bolette Iversen
Bolette Margrethe Nyvang Iversen (11 de agosto de 1997) es una deportista danesa que compite en piragüismo en la modalidad de aguas tranquilas.
Ganó una medalla de bronce en el Campeonato Mundial de Piragüismo de 2024 y tres medallas en el Campeonato Europeo de Piragüismo entre los años 2021 y 2024. En los Juegos Europeos de Cracovia 2023 consiguió una medalla de bronce en la prueba de K4 500 m.
Participó en los Juegos Olímpicos de Tokio 2020, ocupando el octavo lugar en la prueba de K4 500 m.

## Palmarés internacional
| Campeonato Mundial | Campeonato Mundial      | Campeonato Mundial | Campeonato Mundial |
| Año                | Lugar                   | Medalla            | Competición        |
| ------------------ | ----------------------- | ------------------ | ------------------ |
| 2024               | Samarcanda (Uzbekistán) | Medalla de bronce  | K1 200 m           |
| Juegos Europeos    |                         |                    |                    |
| Año                | Lugar                   | Medalla            | Competición        |
| 2023               | Cracovia (Polonia)      | Medalla de bronce  | K4 500 m           |
| Campeonato Europeo |                         |                    |                    |
| Año                | Lugar                   | Medalla            | Competición        |
| 2021               | Poznań (Polonia)        | Medalla de bronce  | K4 500 m           |
| 2022               | Múnich (Alemania)       | Medalla de plata   | K4 500 m           |
| 2024               | Szeged (Hungría)        | Medalla de bronce  | K1 200 m           |